# Кантухъёль
Кантухъёль — река в России, протекает в Республике Коми по территории Печерского района.

## География
Устье реки находится в 20 км по правому берегу реки Кыдрым. Длина реки составляет 15 км.

## Данные водного реестра
По данным государственного водного реестра России относится к Двинско-Печорскому бассейновому округу, водохозяйственный участок реки — Печора от водомерного поста у посёлка Шердино до впадения реки Уса, речной подбассейн реки — бассейны притоков Печоры до впадения Усы. Речной бассейн реки — Печора.
Код объекта в государственном водном реестре — 03050100212103000063863.